# 冊封
冊封（さくほう、さっぽう）とは「冊命封爵」の略であり、主に東アジアの君主制において、君主が臣下に対して爵位名号を与えることである。この際に、何を与えるかを記した詔書も授けるが、これを「冊文」、略して「冊」という。通常、受封者は儀式においてこの詔書を読み上げる。なお、皇后や太子の場合は冊立（さくりつ、さくりゅう）という。
また、大国の天子が、周辺国の君主と名義上の君臣関係を結ぶことも行われていたが、これによって形成された国際秩序を冊封体制と呼ぶ。

## 概略
中国における封建制の基礎となった周の時代、天下国家は家族・一族を束ねる宗法制度(家父長制度)を拡大した物として秩序立てられ、統治理念は「礼」であった。冊命の礼はその中核となる儀式であり、王位継承や諸侯の分封のような重要な政治行為に際して行われた。政治的正当性を示すため、君主の独断によるものではなく、天や天命、祖先の神々の意に沿う物であることを示すものだった。天子が諸侯や臣下に封土をはじめとする財産と爵位をはじめとする権力を分配・再分配するさいには、そのことを記した文書を発した。これは策または冊と呼ばれ、文字通り、竹簡や木簡（簡牘）を紐で編んだ物だった。受命者がこの書を持ち帰って自宅の廟（宗廟）に祭り、その祖先に報告することで、完結した。
ただし以上のような姿は「編纂に編纂を重ねた経典類に描き出されたもの」であり、実態がどうであったかは検討を要する。いずれにせよ、歴代王朝はこのような理念によって統治権力・権威の正当性を示し、盛大かつ厳粛な儀式を執り行うことで、それを臣下に分配した。これを、直接統治が及ばない領域にまで拡大した物が、冊封体制だと解される。

## 冊封体制における冊封
冊封を受けた君主は、王や侯といった宗主国の爵号を授けられ、宗主国と盟を結び、宗主国の君主の臣下となり、その支配下の国は冊封国と見なされた。
冊封国の君主に与えられる号は、普通は一定の土地あるいは民族概念と結びついており、「地域名（あるいは民族名）+爵号」という形式だった。冊封は封建制の基礎となる概念であり、封建制の場合と同様に、封じられた君主は冊封国内では基本的に自治権を有していた。同様に、冊封国内の臣下はあくまでも冊封国の君主の臣下であって、宗主国の君主の直接の臣下ではなかった（「臣下の臣下は臣下ではない」）。

ただし、冊封国の領土は冊封国のものであって、宗主国の領土ではない。この意味でも、冊封体制とは外交関係であり、宗主国を中心とする外交秩序である。

冊封国は宗主国に対して朝貢を行い、宗主国の年号、暦法（正朔）を使用する義務を負った。宗主国は冊封国に対して出兵その他の命令を出せたが、冊封国は攻撃を受けた場合に宗主国に支援を求めることができた。

東アジアの冊封体制の中では、中国を宗主国とするものが最も知られている。歴史的には、そのほかにベトナムや李氏朝鮮なども周辺部の政権やいわゆる「蛮夷」の国に対して冊封を行っていた。たとえば、ベトナムの広南国（阮主）時代と阮朝初期においては、萬象（ヴィエンチャン）や高棉（カンボジア）の君主を冊封していた。